# Louis Slotin
Louis Alexander Slotin (Winnipeg, 1º dicembre 1910 – Los Alamos, 30 maggio 1946) è stato un fisico canadese che prese parte al Progetto Manhattan.
Morì in seguito a un massiccio avvelenamento da radiazioni conseguente a un incidente accaduto nei laboratori di Los Alamos, meno di un anno dopo un incidente del tutto simile che aveva provocato la morte del fisico Harry Daghlian, negli stessi laboratori e con lo stesso nucleo di plutonio, il Demon core.

## Biografia
Nato a Winnipeg, in Manitoba, era figlio di Israel e Sonia Slotin, due rifugiati ebrei di cultura yiddish, provenienti dalla Russia. Primogenito di tre figli, Slotin conseguì il suo Bachelor of Science presso l'Università di Manitoba nel 1932 e ottenne un Master in Science nel 1933. In seguito si recò a Londra per studiare al King's College dove ottenne, nel 1936, un dottorato in chimica fisica.
Di ritorno da quella esperienza, rivelò ai suoi conoscenti di avere combattuto nella guerra civile spagnola a fianco dei repubblicani e di aver volato per la Royal Air Force.
Nel 1937 Slotin cercò, senza successo, di ottenere un posto presso il National Research Council. Ciononostante, appena un anno dopo il primo rifiuto, fu ammesso dalla Università di Chicago come ricercatore associato. Tuttavia lo scarso stipendio non gli garantiva un'accettabile indipendenza economica e Slotin dovette dipendere per diversi anni dagli aiuti economici della famiglia. Il 2 dicembre 1942 venne coinvolto nella progettazione del Chicago Pile-1, ovvero il primo reattore nucleare della storia, sotto la supervisione di Enrico Fermi. Esistono tuttavia diverse fonti che negano la partecipazione di Slotin in questo progetto.
Sempre nel 1942, sotto il patrocinio del professor William D. Harkins dell'Università di Chicago, Slotin venne coinvolto nel Progetto Manhattan, ovvero il progetto della prima bomba atomica. Fu così che nel dicembre 1944 Slotin si trasferì presso il Los Alamos National Laboratory in Nuovo Messico, per lavorare con il gruppo di studio di Robert Bacher.
A Los Alamos, il compito di Slotin era di eseguire delicatissimi test di criticità, prima negli esperimenti condotti sull'uranio da Otto Frisch, e quindi su nuclei di plutonio. Simili test erano estremamente pericolosi in quanto comportavano la necessità di portare la massa dei materiali fissili vicina ai livelli critici per stabilire in via sperimentale le loro masse critiche. Dopo la guerra, Slotin continuò a dare i suoi contributi nei laboratori di Los Alamos, e nel 1946 ricevette la cittadinanza americana.

### L'incidente a Los Alamos
Il 21 maggio 1946 Slotin, davanti a sette colleghi, stava svolgendo delle prove relative a un esperimento che comportava l'avvicinarsi molto all'innesco di una reazione di fissione nucleare a catena tramite il posizionamento di due semisfere cave di berillio intorno ad un nocciolo di plutonio.
Slotin afferrò la semisfera superiore, reggendola con il pollice della mano sinistra fatto passare attraverso un foro sulla sommità della semisfera. Contrariamente a quanto prescritto dai protocolli sperimentali, che prevedevano l'utilizzo di appositi distanziatori per separare le due semisfere, Slotin rimosse gli spessori e utilizzò invece l'estremità di un cacciavite. Alle 15:20 il cacciavite scivolò e l'emisfera di berillio superiore cadde, provocando una reazione "prontocritica" e una scarica di radiazioni ad alta energia. Nello stesso momento, gli scienziati nel laboratorio osservarono un "bagliore blu", dovuto alla ionizzazione dell'aria (e non alla luce Cherenkov, che ha lo stesso colore per pura coincidenza) e percepirono una vampata di calore. Slotin avvertì un sapore amaro in bocca e un forte bruciore alla mano sinistra, che retrasse istintivamente, sollevando l'emisfera superiore e lasciandola cadere sul pavimento. Fu esposto a una dose mortale di neutroni e radiazioni gamma (stimata in 8,8 Sv).
Prima di lasciare il laboratorio Slotin prese dei gessetti e li diede ai colleghi chiedendogli di segnare con una "X" sul pavimento la loro posizione all'interno della stanza durante l'emissione di radiazioni così da poter determinare la dose assorbita in quel frangente da ognuno di essi. Appena fuori dall'edificio Slotin vomitò. Il vomito è un comune sintomo iniziale di un'esposizione ad alte dosi di radiazioni ionizzanti. Lo scienziato venne portato d'urgenza in ospedale, dove i medici dovettero informare i genitori dell'imminente e inevitabile morte del figlio. A causa dell'estrema segretezza del progetto, l'incidente fu tenuto strettamente riservato, perfino all'interno dello stesso laboratorio. Robert Oppenheimer e altri scienziati raccontarono poi del grave stress emotivo a cui dovettero sottoporsi, per continuare a lavorare pur sapendo del collega morente. Dopo l'incidente, le operazioni di assemblaggio non vennero più eseguite manualmente.
L'agonia di Louis Slotin durò nove giorni: morì il 30 maggio, in presenza dei genitori. Tre dei sette sopravvissuti all'incidente morirono anni più tardi per cause probabilmente legate all'esposizione radioattiva.
Il nucleo, che era già stato protagonista dell'incidente che aveva portato il 21 agosto 1945 alla morte del fisico Harry Daghlian e che fu conseguentemente soprannominato "demon core" (tradotto in lingua italiana: "nucleo demoniaco"), venne impiegato in altri esperimenti dopo la fine della guerra e costituì poi parte del materiale fissile della bomba atomica usata nel primo dei due test nucleari (denominato "Able") dell'operazione Crossroads.

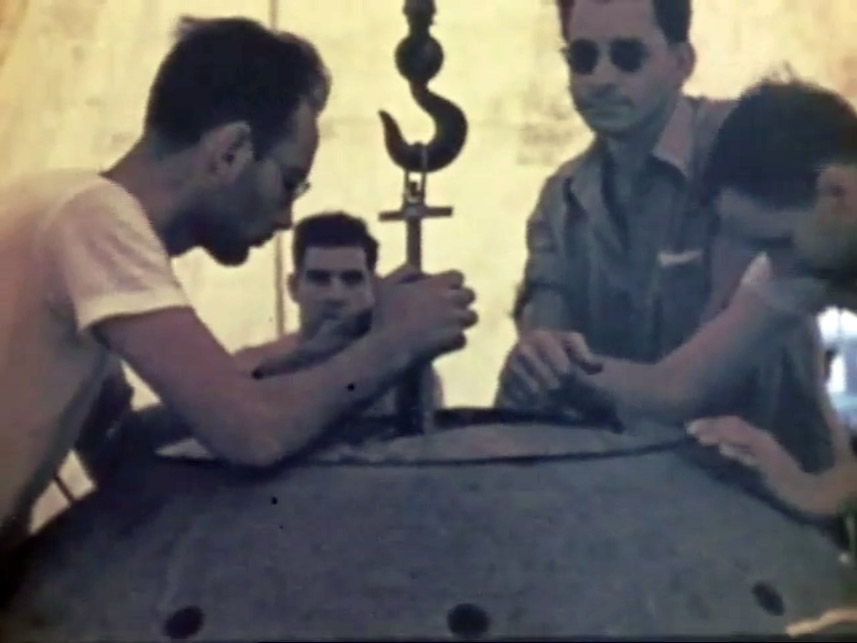
I due fisici Louis Slotin e Harry Daghlian durante la preparazione del Test Trinity nel luglio 1945. Entrambi i fisici morirono in due incidenti simili.
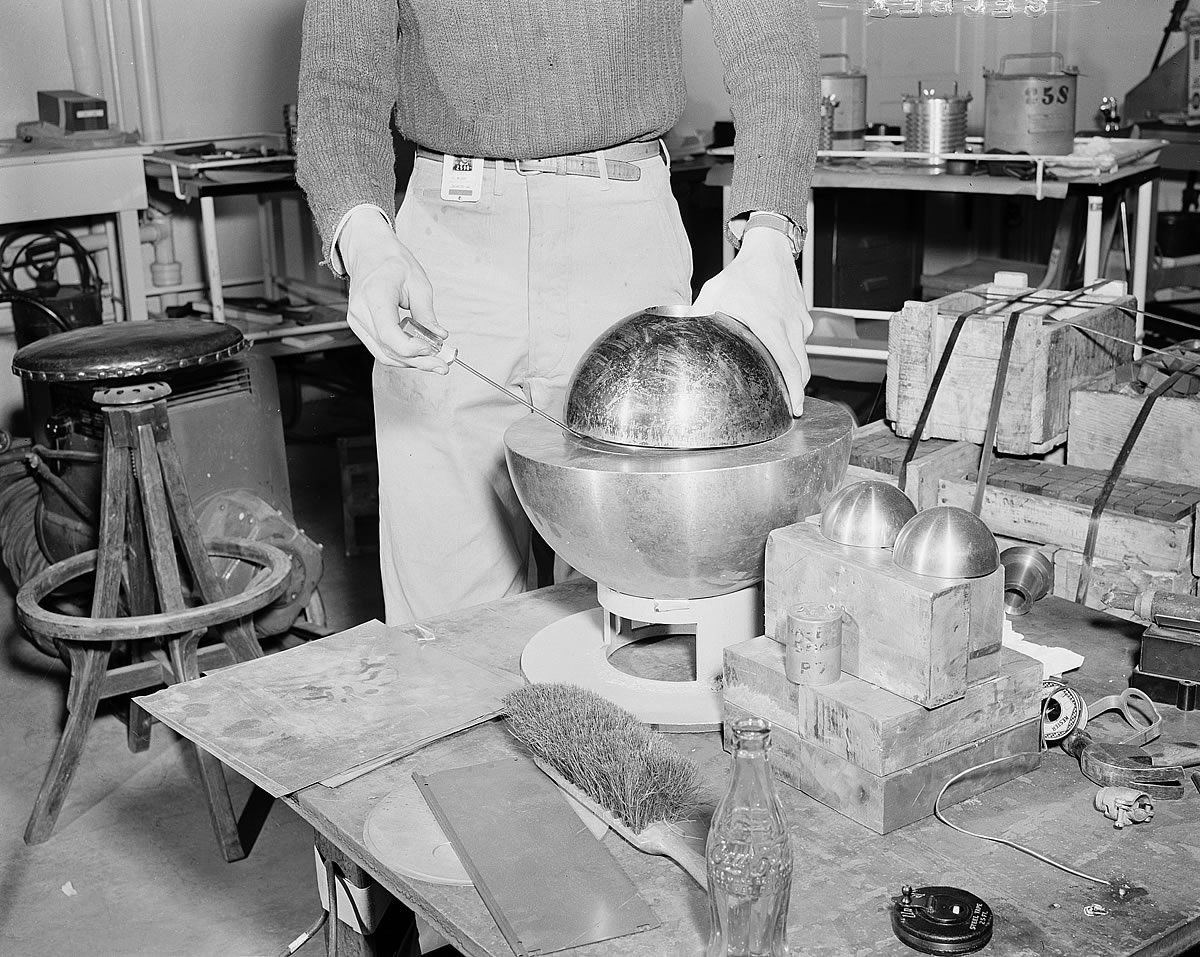
Simulazione dell'incidente.
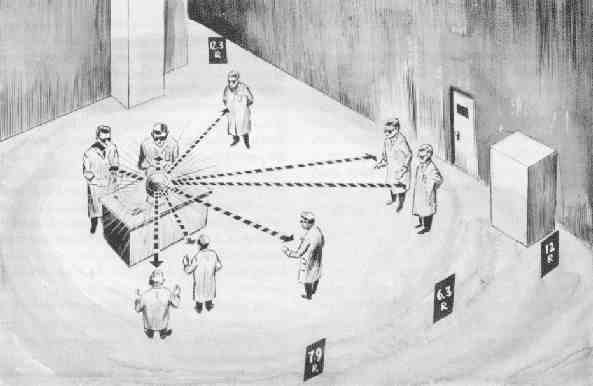
Disegno utilizzato dai medici per determinare la quantità di radiazioni alla quale risultò esposta ogni persona presente all'incidente.

Dopo l'incidente, Los Alamos ha interrotto tutti i lavori critici di assemblaggio. I successivi test di criticità dei nuclei fissili sono stati eseguiti con macchine controllate a distanza, come la serie "Godiva", con l'operatore posizionato a distanza di sicurezza per prevenire danni in caso di incidenti.[33]

### Commemorazioni di Slotin
Il 14 giugno 1946, l'editore associato del Los Alamos Times, Thomas P. Ashlock, scrisse una poesia intitolata "Slotin - A Tribute":
Mentre eri con noi, anche gli estranei lo sapevano
L’ampiezza e l’alta statura della tua mente
Era solo nel crogiolo della morte
Abbiamo visto finalmente rivelato il tuo nobile cuore.»
La storia ufficiale diffusa all'epoca era che Slotin, rimuovendo rapidamente l'emisfero superiore, era un eroe nel porre fine alla reazione e proteggere altri sette osservatori nella stanza: "La rapida reazione del dottor Slotin, a rischio immediato della sua stessa vita, ha impedito uno sviluppo più serio dell'esperimento che avrebbe certamente provocato la morte dei sette uomini che lavoravano con lui, nonché gravi lesioni ad altri nelle vicinanze. "Questa interpretazione degli eventi fu approvata all'epoca da Graves, che era più vicino a Slotin quando si verificò l'incidente. Graves, come Slotin, aveva precedentemente mostrato una scarsa preoccupazione per la sicurezza nucleare e in seguito aveva affermato che i rischi di ricadute erano "inventati nelle menti di deboli simulatori". Schreiber, un altro testimone dell'incidente, parlò pubblicamente decenni dopo, sostenendo che Slotin utilizzava procedure improprie e non sicure, mettendo in pericolo sé stesso e gli altri presenti nel laboratorio. Robert B. Brode aveva riferito di voci in tal senso già nel 1946.
L'incidente di Slotin trova eco nel film del 1947 La morte è discesa a Hiroshima, in cui uno scienziato che assembla la bomba destinata a Hiroshima muore dopo essere entrato in contatto con materiale radioattivo. È stato raccontato nel romanzo di Dexter Masters del 1955 The Accident, un resoconto immaginario degli ultimi giorni di vita di uno scienziato nucleare affetto da avvelenamento da radiazioni. Le rappresentazioni dell'incidente critico includono il film del 1989 L'ombra di mille soli, in cui John Cusack interpreta un personaggio immaginario chiamato Michael Merriman basato su Slotin, e la Louis Slotin Sonata, un'opera teatrale off-Broadway del 2001 diretta da David P. Moore. 
Nel 1948, i colleghi di Slotin a Los Alamos e all'Università di Chicago avviarono il Louis A. Slotin Memorial Fund per conferenze di fisica tenute da illustri scienziati come Robert Oppenheimer, Luis Walter Alvarez e Hans Bethe. Il fondo commemorativo durò fino al 1962. Nel 2002, un asteroide scoperto nel 1995 fu chiamato 12423 Slotin in suo onore.